# Luis María Prada
Luis María Prada de Estal (San Sebastián, Guipúzcoa, 21 de mayo de 1953) es un exbaloncestista español. Su posición en la cancha era la de alero. Formado en el Loyola de San Sebastián, con el que fue campeón de España en Mini-Basket y Juveniles, y posteriormente en Vallehermoso, estuvo ocho temporadas jugando en el Real Madrid (1973-1981) siendo considerado un jugador de equipo, con un rol defensivo.
Fue nombrado Mejor Jugador Juvenil de España en 1970.

## Palmarés con el Real Madrid
- 6 Ligas Españolas:  (1974, 1975, 1976, 1977, 1979, 1980).
- 3 Copa de Baloncesto: (1974, 1975, 1977).
- 3 Copas de Europa:  (1974, 1978, 1980).
- 3 Copas Intercontinentales: (1976, 1977, 1978).

## Los tiros libres de Prada
Es recordado por una jugada especialmente desgraciada en una semifinal de la Copa de Europa del año 1979, que enfrentaba al Real Madrid contra el Pallacanestro Varese, el jugador, con el tiempo a 0, y el marcador 82-83 para los italianos dispuso de 3 tiros libres, que hubiesen supuesto el pase a la final del equipo merengue, pero ninguno de los 3 tiros llegó a meter, y el equipo de Varese se metió en la final.